# Chloé Zhao
Chloé Zhao, właśc. Zhao Ting, chiń. 赵婷 (ur. 31 marca 1982 w Pekinie) – chińska reżyserka, scenarzystka, montażystka i producentka filmowa, pracująca w Stanach Zjednoczonych. Laureatka Oscara, Złotego Lwa na 77. MFF w Wenecji i Złotego Globu za film Nomadland (2020).
Zasiadała w jury konkursu głównego na 78. MFF w Wenecji (2021).

## Filmografia
| Rok  | Tytuł              | Reżyser | Producent | Scenarzysta | Uwagi      |
| ---- | ------------------ | ------- | --------- | ----------- | ---------- |
| 2015 | Pieśni braci moich | T       | T         | T           | też montaż |
| 2017 | Jeździec           | T       | T         | T           |            |
| 2020 | Nomadland          | T       | T         | T           | też montaż |
| 2021 | Eternals           | T       |           | T           |            |